# Ærøskøbing
Ærøskøbing es una ciudad danesa en la isla de Ærø. Con tan sólo 938 habitantes en 2013, es la localidad más pequeña de Dinamarca con privilegios de ciudad comercial (købstad). Es la capital del municipio de Ærø y la segunda localidad más poblada del mismo, tras Marstal.

## Historia
No se sabe la fecha de fundación de Ærøskøbing, pero posiblemente obtuvo su estatus de ciudad comercial en el siglo XV. En 1522 la ciudad obtuvo la exclusividad del comercio de toda la isla de Ærø; a pesar de ello, hubo serias dificultades para el desarrollo debido a la competencia de varios puertos ilegales y de la localidad de Marstal, que aunque no tenía categoría de ciudad, sí que contaba con ciertos privilegios comerciales. En 1634 el área de influencia comercial de Ærøskøbing  fue limitada a sólo una parte de la isla.
Durante los siglos XVII y XVIII Ærøskøbing llevó a cabo un floreciente comercio marítimo con los ducados de Schleswig y Holstein, con Noruega y con varias ciudades bálticas. Hacia 1860 la población alcanzó su máximo histórico, 1.700 habitantes. El auge de la navegación y la construcción de barcos terminó a mediados del siglo XIX, cuando el sector se estancó y poco después comenzó a retraerse. La industrialización nunca llegó con fuerza y se limitó a pequeñas empresas.
En 1931 se estableció un puerto para transbordadores y embarcaciones de placer, lo que dio impulso al turismo en la ciudad y la isla. A lo largo de todo el siglo XX Ærøskøbing experimentó un descenso de su población, situación que continúa a principios del siglo XXI, a pesar de haber sido elegida en 2007 como capital del municipio que cubre toda la isla.